# برزين (فين)
برزین (بالفارسية: پرزین) هي قرية تقع في إيران في قسم فين الريفي.